# Hadena murgoba
Hadena murgoba är en fjärilsart som beskrevs av Ramon Agenjo Cecilia 1940. Hadena murgoba ingår i släktet Hadena och familjen nattflyn. Inga underarter finns listade i Catalogue of Life.